# Сметаніно (Івановська область)
Сметаніно (рос. Сметанино) — присілок в Верхнєландеховському районі Івановської області Російської Федерації.
Населення становить 9 осіб. Входить до складу муніципального утворення Симаковське сільське поселення.

## Історія
Від 2005 року входить до складу муніципального утворення Симаковське сільське поселення.

## Населення
| 1859 | 1905 | 2010 |
| ---- | ---- | ---- |
| 142  | ↘140 | ↘9   |